# Gambler Jiko Chūshinha 2
Gambler Jiko Chūshinha 2 (ぎゅわんぶらあ自己中心派2 en japonais) est un jeu vidéo de mah-jong sorti en 1990 sur Famicom. Le jeu a été édité par Asmik Ace.